# جيمس بولام
جيمس بولام (بالإنجليزية: James Bolam)‏ هو ممثل بريطاني، ولد في 16 يونيو 1935 في المملكة المتحدة.

## أعمال

### أفلام
- (1983) المسألة الكبرى

## وصلات خارجية
- جيمس بولام على موقع IMDb (الإنجليزية)
- جيمس بولام على موقع ميوزك برينز (الإنجليزية)
- جيمس بولام على موقع إن إن دي بي (الإنجليزية)
- جيمس بولام على موقع أول ميوزيك (الإنجليزية)
- جيمس بولام على موقع قاعدة بيانات الفيلم (الإنجليزية)